# Hans Willenpart
Hans Willenpart (1927 – 1979) byl rakouský horolezec. V roce 1954 úspěšně vystoupil severní stěnou na Matterhorn. Proslavil se však především výstupem na Gašerbrum II v roce 1956. Tehdy se svými spolulezci, kterými byli Fritz Morawec a Josef Larch, úspěšně provedli první výstup na vrchol této osmitisícovky. Trojice horolezců použila pro výstup jihozápadní stěnu. Po tomto úspěchu byl Willenpart jmenován čestným občanem svého rodného města Scheibbs.

## Úspěšné výstupy na osmitisícovky
- 1956 - Gašerbrum II

## Další úspěšné výstupy
- 1954 - Matterhorn (4 478 m)